# Condado de Avilés
El condado de Avilés fue un título nobiliario español creado el 14 de diciembre de 1794 por el rey Carlos IV en favor de José F. de Avilés y Maón, un español insular o criollo y vecino de las Indias Orientales Españolas (Islas Filipinas). Su denominación hace referencia al apellido del primer titular.

## Condes de Avilés
|                                     | Titular                         | Periodo                |
| Creación por Carlos IV              | Creación por Carlos IV          | Creación por Carlos IV |
| ----------------------------------- | ------------------------------- | ---------------------- |
| I                                   | José de Avilés                  | 1794-1820              |
| Rehabilitado por Amadeo I de Saboya |                                 |                        |
| II                                  | José Vicente de Avilés y Dehesa | 1872-¿?                |
| Título caducado                     |                                 |                        |

## Historia de los condes de Avilés
- José de Avilés, I conde de Avilés. El 10 de diciembre de 1872, por rehabilitación, le sucedió su hijo:[1]
- José Vicente de Avilés y Dehesa (n. 1813), II conde de Avilés.